# Agrypnia legendrei
Agrypnia legendrei är en nattsländeart som först beskrevs av Luisa Eugenia Navas 1923.  Agrypnia legendrei ingår i släktet Agrypnia och familjen broknattsländor. Inga underarter finns listade i Catalogue of Life.